# Воронеж (радиолокационная станция)
77Я6 «Воронеж» — семейство российских стационарных надгоризонтных радиолокационных станций большой дальности. Предназначены для обнаружения космических и аэродинамических объектов, в том числе баллистических и крылатых ракет.
Семейство состоит из станций метрового («Воронеж-М», «Воронеж-ВП»), дециметрового («Воронеж-ДМ») и сантиметрового («Воронеж-СМ») диапазона волн. Длинноволновые станции обеспечивают высокую дальность обнаружения объектов, коротковолновые позволяют точнее определить параметры цели.
Принятие станций семейства «Воронеж» на вооружение позволяет не только существенно расширить возможности ракетно-космической обороны, но и сосредоточить наземные средства СПРН на территории Российской Федерации. Технология монтажа из узлов высокой заводской готовности (ВЗГ) обеспечивает высокий темп строительства.

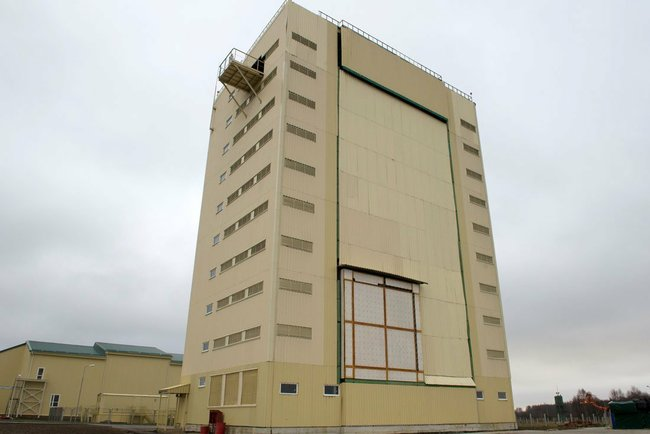
Антенное сооружение станции «Воронеж-ДМ» в Калининграде, ноябрь 2011 (на этом этапе заполнена 1/8 часть полотна АФАР)

## История
Строительство РЛС семейства «Воронеж» для систем контроля космического пространства (СККП) и предупреждения о ракетном нападении (СПРН) ведётся в России с 2005 года. Они позволят восстановить радиолокационное покрытие, частично потерянное после распада СССР, и заменить устаревшие станции типа «Дарьял» и «Днепр». Первая РЛС нового поколения «Воронеж-М» заступила на боевое дежурство в н.п. Лехтуси Ленинградской области. В течение пяти лет на боевое дежурство по радиолокационному контролю всех ракетоопасных направлений с российской территории заступили семь РЛС «Воронеж», расположенных в Ленинградской, Калининградской, Иркутской и Оренбургской областях, а также в Краснодарском, Красноярском и Алтайском краях.
Кроме того, радиолокационный контроль в установленных зонах ответственности обеспечивают также РЛС «Дарьял» в Печоре, РЛС «Днепр» в Мурманске и Республике Казахстан, РЛС «Волга» в Республике Беларусь. В ближайшие годы устаревшие РЛС «Днепр» и «Дарьял» заменят новыми станциями «Воронеж». Работы по созданию радиолокационных станций нового поколения уже ведутся в Республике Коми и в Мурманской области.

## Характеристики
РЛС состоит из приёмопередающей установки с цифровой антенной решёткой, быстровозводимого здания для личного состава и нескольких контейнеров с радиоэлектронным оборудованием. Конструкция позволяет быстро и с небольшими затратами модернизировать станцию в ходе эксплуатации.
Высокая степень заводской готовности и модульный принцип построения РЛС «Воронеж» позволили отказаться от капитальных многоэтажных сооружений и возводить её в течение 12—18 месяцев (РЛС предыдущего поколения вступали в строй через 5—9 лет). Вся аппаратура станции доставляется с предприятий-изготовителей в контейнерном исполнении для последующей сборки на заранее забетонированные площадки.
При монтаже станции «Воронеж» используется 23—30 единиц технологической аппаратуры (РЛС «Дарьял» — 4070). Потребляемая мощность — 0,7 МВт («Днепр» — 2 МВт, «Дарьял» в Азербайджане — 50 МВт). Дежурная смена — около 15 человек, общее количество обслуживающего персонала — не более 200 специалистов.
Для повышения профессиональной подготовки офицеров боевые расчёты РЛС СПРН ежедневно проводят регулярные учебные тренировки на специализированных учебно-тренажерных комплексах. С помощью специального программного обеспечения для боевых расчетов моделируются самые сложные условия радиолокационной обстановки в установленных зонах ответственности наземных средств, в ходе которых боевые расчёты отрабатывают выполнение жёстких нормативов по обнаружению, классификации, сопровождению баллистических целей и космических объектов и формированию информации предупреждения для своевременного доклада на вышестоящие пункты государственного и военного управления. Своё название станция получила по названию реки Воронеж.

## Модификации
Существуют варианты, работающие в метровом, дециметровом и сантиметровом диапазонах волн. Метровые РЛС дают высокую обзорность пространства, дециметровые обеспечивают точное наведение противоракет и управление ими, сантиметровые способны собрать максимум информации о любой цели, попавшей в зону покрытия.
- «Воронеж-М» (код ГРАУ: 77Я6) работает в метровом диапазоне волн[10]. Дальность обнаружения целей до 6000 км. Разработана в «РТИ им. академика А. Л. Минца» (Москва). Главный конструктор — В. И. Карасёв.
- «Воронеж-ДМ» (77Я6-ДМ) работает в дециметровом диапазоне, дальность — до 6000 км по горизонту и до 8000 км по вертикали (ближний космос). Способна одновременно контролировать до 500 объектов[11][12]. Разработана в НПК «НИИДАР» при участии «РТИ им. Минца». Главный конструктор — С. Д. Сапрыкин[6].

- «Воронеж-ВП» (77Я6-ВП) — высокопотенциальная РЛС метрового диапазона, развитие станции «Воронеж-М». В несколько раз увеличено количество приёмно-передающих блоков[13]. Потребляемая мощность — до 10 МВт[8]. Разработана «РТИ им. Минца».
- «Воронеж-СМ» работает в сантиметровом диапазоне.
- «Воронеж-МСМ» работает сразу в двух диапазонах — метровом и сантиметровом.

Радиолокационные станции российской системы предупреждения о ракетном нападении типа «Воронеж» модернизируют до уровня новейшей станции «Яхрома». Данная РЛС (код 116Ж6, объект 2512) строится в Крыму в районе Севастополя и будет работать в четырёх диапазонах.

## Размещение
| Тип                            | Расположение                                                                       | Координаты                       | Сектор обзора | Сектор обзора | Сектор обзора | Сектор обзора | Наклонение орбит целей | Строительство | Ввод          | Стоимость        |
| Тип                            | Расположение                                                                       | Координаты                       | дальность | высота        | угол места    | азимут        | Наклонение орбит целей | Строительство | Ввод          | Стоимость        |
| ------------------------------ | ---------------------------------------------------------------------------------- | -------------------------------- | --- | ------------- | ------------- | ------------- | ---------------------- | ------------- | ------------- | ---------------- |
| Воронеж-М                      | Лехтуси, Ленинградская область (объект 4524, в/ч 73845)                            | 60°16′31″ с. ш. 30°32′45″ в. д.  | 100—4200 км | 150—4000 км   | 2—70°         | 245—355°      | 53—127°                | 2005—2006     | 2009 или 2012 |                  |
| Воронеж-М                      | Лехтуси, Ленинградская область (объект 4524, в/ч 73845)                            | 60°16′31″ с. ш. 30°32′45″ в. д.  | Закрывает северо-западное ракетоопасное направление вместо уничтоженного радиоузла в Скрунде, контролируя воздушное пространство от побережья Марокко до Шпицбергена. Планируется модернизировать до версии «Воронеж-ВП», способной контролировать воздушное пространство до восточного побережья США. |               |               |               |                        |               |               |                  |
| Воронеж-ДМ                     | Армавир, Краснодарский край (объект 1653, в/ч 41003)                               | 44°55′31″ с. ш. 40°59′02″ в. д.  | 6000 км | 150—4000 км   | 2—60°         | 165—295°      | 34,5—145,5°            | 2006—2013     | 2009, 2013    | 2,85 млрд рублей |
| Воронеж-ДМ                     | Армавир, Краснодарский край (объект 1653, в/ч 41003)                               | 44°55′31″ с. ш. 40°59′02″ в. д.  | Два сегмента: первый закрывает юго-западное направление (от Южной Европы до северного побережья Африки), заменил РЛС «Днепр» в Севастополе; второй закрывает южное направление, заменил Габалинскую РЛС. 23 мая 2024 года повреждена БПЛА.                                                             |               |               |               |                        |               |               |                  |
| Воронеж-ДМ                     | Пионерский (аэродром «Дунаевка»), Калининградская область (объект 2461, в/ч 42988) | 54°51′26″ с. ш. 20°10′53″ в. д.  | 6000 км |               |               |               |                        | 2010—2011     | 2014          | 4,4 млрд рублей  |
| Воронеж-ДМ                     | Пионерский (аэродром «Дунаевка»), Калининградская область (объект 2461, в/ч 42988) | 54°51′26″ с. ш. 20°10′53″ в. д.  | Контролирует воздушное пространство над всей Европой, включая Великобританию. Перекрывает зону ответственности РЛС «Волга» в Барановичах и «Днепр» в Мукачеве. |               |               |               |                        |               |               |                  |
| Воронеж-М                      | Усолье-Сибирское (пос. Мишелёвка), Иркутская область (объект 1944, в/ч 03908)      | 52°51′19″ с. ш. 103°13′59″ в. д. | 6000 км |               |               |               |                        | 2010—2014     | 2015          |                  |
| Воронеж-М                      | Усолье-Сибирское (пос. Мишелёвка), Иркутская область (объект 1944, в/ч 03908)      | 52°51′19″ с. ш. 103°13′59″ в. д. | Контролирует территорию от западного берега США до Индии. Антенное поле в два раза больше лехтусинского — 6 секций вместо трёх, что расширяет сектор обзора до 240 градусов по азимуту. Заменяет РЛС «Днепр».                                                                                          |               |               |               |                        |               |               |                  |
| Воронеж-ДМ                     | Енисейск (пос. Усть-Кемь), Красноярский край (объект 7345, в/ч 84685)              | 58°30′22″ с. ш. 92°02′42″ в. д.  | 4200 км |               |               |               |                        | 2012—2015     | 2017          |                  |
| Воронеж-ДМ                     | Енисейск (пос. Усть-Кемь), Красноярский край (объект 7345, в/ч 84685)              | 58°30′22″ с. ш. 92°02′42″ в. д.  | Закрывает северо-восточное направление. С 2015 года работает в режиме опытной эксплуатации. С 2017 года введена в эксплуатацию. |               |               |               |                        |               |               |                  |
| Воронеж-ДМ                     | Барнаул (пос. Конюхи), Алтайский край (объект 4550, в/ч 84686)                     | 53°08′24″ с. ш. 83°40′51″ в. д.  | 4200 км |               |               |               |                        | 2013—2015     | 2017          | 1,5 млрд рублей  |
| Воронеж-ДМ                     | Барнаул (пос. Конюхи), Алтайский край (объект 4550, в/ч 84686)                     | 53°08′24″ с. ш. 83°40′51″ в. д.  | Закрывает юго-восточное направление. В 2017 году введена в эксплуатацию. |               |               |               |                        |               |               |                  |
| Воронеж-М                      | Орск, Оренбургская область (объект 7357)                                           | 51°16′27″ с. ш. 58°57′34″ в. д.  | 6000 км |               |               |               |                        | 2013—2015     | 2017          |                  |
| Воронеж-М                      | Орск, Оренбургская область (объект 7357)                                           | 51°16′27″ с. ш. 58°57′34″ в. д.  | Контролирует сектор от пустыни Такла-Макан до берегов Средиземного моря. Заменяет РЛС «Днепр» в Казахстане. С 2015 года работала в тестовом режиме по сопровождению баллистических целей. В 2017 году введена в эксплуатацию. 26 мая 2024 года была атакована БПЛА.                                    |               |               |               |                        |               |               |                  |
| РЛК 111Ж6 (Воронеж-СМ-М)       | Воркута (пос. Воргашор), Республика Коми                                           | 67°36′50″ с. ш. 63°45′19″ в. д.  | 6000 км |               |               |               |                        | 2015—2017     | 2022 (план)   |                  |
| РЛК 111Ж6 (Воронеж-СМ-М)       | Воркута (пос. Воргашор), Республика Коми                                           | 67°36′50″ с. ш. 63°45′19″ в. д.  | 24 сентября 2015 года состоялась церемония закладки памятной капсулы в первый камень фундамента РЛС. |               |               |               |                        |               |               |                  |
| РЛК 113Ж6 (Воронеж-ДМ-ВП)      | Оленегорск (пос. Протоки), Мурманская область (объект 7350)                        | 68°03′49″ с. ш. 33°59′12″ в. д.  | |               |               |               |                        | 2017—2019     | 2022 (план)   |                  |
| РЛК 113Ж6 (Воронеж-ДМ-ВП)      | Оленегорск (пос. Протоки), Мурманская область (объект 7350)                        | 68°03′49″ с. ш. 33°59′12″ в. д.  | Заменит комплекс «Днепр»/«Даугава», контролирующий северо-западное направление. |               |               |               |                        |               |               |                  |
| РЛК 116Ж6 (Воронеж-ММ-СМ-М-ДМ) | Севастополь (мыс Херсонес) (объект 2512)                                           | 44°34′55″ с. ш. 33°23′27″ в. д.  | |               |               |               |                        |               | 2024 (план)   |                  |
| РЛК 116Ж6 (Воронеж-ММ-СМ-М-ДМ) | Севастополь (мыс Херсонес) (объект 2512)                                           | 44°34′55″ с. ш. 33°23′27″ в. д.  | Расширит возможности РЛС «Воронеж-ДМ» в Армавире. |               |               |               |                        |               |               |                  |

## Инциденты
23 мая 2024 года украинскими беспилотными летательным аппаратами (БПЛА) была атакована РЛС «Воронеж-ДМ» в Краснодарском крае, повредив, как минимум, две радиолокационные станции.
26 мая по сообщению «Украинской правды» со ссылкой на заявление источника в ГУР Украины, украинский БПЛА атаковал РЛС «Воронеж-М» в Оренбургской области. Подробностей о характере повреждений не последовало.
По сообщению The Washington Post со ссылкой на источник, США обеспокоены ударами украинских сил, т.к. атаки на российские системы раннего предупреждения о ядерных запусках, которые не используется в войне против Украины, могут иметь «дестабилизирующий эффект».